# Picea crassifolia
Picea crassifolia är en tallväxtart som beskrevs av Vladimir Leontjevitj Komarov. Picea crassifolia ingår i släktet granar, och familjen tallväxter. IUCN kategoriserar arten globalt som livskraftig. Inga underarter finns listade i Catalogue of Life.